# Gråryggig taggnäbb
Gråryggig taggnäbb (Acanthiza robustirostris) är en fågel i familjen taggnäbbar inom ordningen tättingar.

## Utbredning och systematik
Fågeln förekommer i akacieskogar (mulga) från centrala västra Australien till södra och centrala Queensland. Den behandlas som monotypisk, det vill säga att den inte delas in i några underarter.

## Status
Arten har ett stort utbredningsområde och beståndet anses vara stabilt. Internationella naturvårdsunionen IUCN listar den därför som livskraftig (LC).